# Woccon Indijanci
Woccon.- /Ime je nepoznatog značenja./ Pleme Siouan Indijanaca, srodno Catawbama,  nastanjeno u ranom 18. stoljeću u području rijeke Neuse u Sjevernoj Karolini, vjerojatno blizu današnjeg Goldsboroa na mjestu današnjeg okruga Wayne. 
Prve vijesti o Wocconima dolaze od Lawsona oko 1701. koji je popisao nekih 150 riječi iz njihovog jezika, što ukazuje na činjenicu da su jezično najsrodniji plemenu Catawaba. Prema Dr. Douglas L. Rightsu njihovo porijeklo moglo bi biti od plemena Waccamaw. Wocconi učestvuju u ustanku Tuscarora protiv bijelih naseljenika, ali su uništeni. Ostaci plemena pridružili su se Catawbama i drugim Siouan plemenima, i moguće ušli u sastav današnjih Croatana. 
Prema Mooneyu (1928), populacija Woccona iznosila je oko 600 (1600); 120 ratnika (1709). Od njihovih sela pozmnata su nam Tooptatmeer i Yupwauremau u okrugu Greene. 

## Vanjske poveznice
- Woccon Indian Tribe History
- Bladen Journal - Elizabethtown, North Carolina[neaktivna poveznica]
- Woccon  Arhivirana inačica izvorne stranice od 29. rujna 2007. (Wayback Machine)